# Tell Mama
Tell Mama – ósmy album studyjny amerykańskiej wokalistki Etty James, wydany 21 sierpnia 1968. Był to pierwszy album piosenkarki od 1964 roku, który wszedł na listę przebojów Billboard 200, a także zawierał dwa single będące w pierwszej dziesiątce i dwudziestce listy największych hitów.

## Lista utworów
| 1.  | "Tell Mama" – (Clarence Carter, Marcus Daniel, Wilbur Terrell) | 2:20  |
|     |                                                                |       |
| 2.  | "I’d Rather Go Blind" – (Bill Foster, Ellington Jordan)        | 2:33  |
|     |                                                                |       |
| 3.  | "Watch Dog" – (Don Covay)                                      | 2:06  |
|     |                                                                |       |
| 4.  | "The Love of My Man" – (Ed Townsend)                           | 2:37  |
|     |                                                                |       |
| 5.  | "I’m Gonna Take What He’s Got" – (Covay)                       | 2:32  |
|     |                                                                |       |
| 6.  | "The Same Rope" – (Leonard Caston Jr., Lloyd Webster)          | 2:39  |
|     |                                                                |       |
| 7.  | "Security" – (Otis Redding)                                    | 2:44  |
|     |                                                                |       |
| 8.  | "Steal Away" – (Jimmy Hughes)                                  | 2:19  |
|     |                                                                |       |
| 9.  | "My Mother In-Law" – (George David, Lee Diamond)               | 2:20  |
|     |                                                                |       |
| 10. | "Don't Lose Your Good Thing" – (Rick Hall, Spooner Oldham)     | 2:26  |
|     |                                                                |       |
| 11. | "It Hurts Me So Much" – (Charles Chalmers)                     | 2:34  |
|     |                                                                |       |
| 12. | "Just a Little Bit" – (Rosco Gordon)                           | 2:11  |
|     |                                                                |       |
|     |                                                                | 29:21 |
|     |                                                                |       |

## Pozycje na listach przebojów
Album – Billboard (Ameryka Północna)
| Rok  | Lista      | Pozycja |
| ---- | ---------- | ------- |
| 1968 | Albumy R&B | 21      |
| 1968 | Albumy Pop | 82      |

Single – Billboard (Stany Zjednoczone)
| Rok  | Singiel     | Lista      | Pozycja |
| ---- | ----------- | ---------- | ------- |
| 1967 | "Tell Mama" | Single R&B | 10      |
| 1967 | "Tell Mama" | Single Pop | 23      |
| 1967 | "Security"  | Single R&B | 11      |
| 1967 | "Security"  | Single Pop | 35      |